# Zaborówiec
Zaborówiec is een plaats in het Poolse district  Leszczyński, woiwodschap Groot-Polen. De plaats maakt deel uit van de gemeente Wijewo en telt 270 inwoners.